# Гангур Василь Михайлович
Василь Михайлович Га́нгур (10 грудня 1945, Копашново — 25 березня 2005, Ужгород) — український художник, мистецтвознавець і педагог; член Спілки радянських художників України з 1988 року. Лавреат Закарпатської обласної премії у галузі образотворчого мистецтва імені Йосипа Бокшая та Адальберта Ерделі за 2002 рік та Міжнародної премії «Карпатська корона» за 2005 рік.

## Життєпис
Народився 10 грудня 1945 року в селі Копашновому (нині Хустський район Закарпатської області, Україна). З 1968 року працював художником-оформлювачем у художньо-рекламній майстерні Закарпатської обласної спілки споживчих товариств і навчався на відділенні художнього розпису в Ужгородському училищі прикладного мистецтва. Йому викладали Вільмош-Йожеф Берец, Шандор Петкі, Василь Свида, Віктор Демидюк. Після отримання у 1971 році диплома художника-майстра, був переведений на посаду інженера-художника по рекламі, оформленню і декорації.
Протягом 1977—1982 років навчався на художньо-графічному факультеті Одеського державного педагогічного інституту, де серед його педагогів були Володимир Власов, Петро Злочевський, Олег Недошитко, Віктор Єфименко. Одночасно, упродовж 1980—1983 років, викладав рисунок, живопис, композицію в Ужгородському училищі прикладного мистецтва.
У 1990—1991 роках обіймав посаду мистецтвознавця на підприємстві «Художфонд»; 1991 року переведений в творчу групу Закарпатської організації Спілки художників України.
Мешкав в Ужгороді в будинку на вулиці Швабській, № 58А, квартира № 3. Помер в Ужгороді 25 березня 2005 року.

## Творчість
Працював у галузях станкового живопису і станкової графіки. Серед робіт:
- «Надвечір» (1986);
- «Ранкова прохолода» (1987);
- «Весняна повінь. Старі верби» (1987);
- «Осіння тиша» (1987);
- «Воловецькі велетні» (1987);
- «Зимовий вечір. Старі дерева» (1989);
- «Ритми мого краю» (1992);
- «Архітектурна композиція» (1993);
- «Село над річкою» (1994);
- «Краєвид села Чорноголова» (1996);
- «Мелодія осені» (1996);
- «Тепло осені» (1997);
- «Ранковий настрій Карпат» (1997; папір, акварель[2]);
- «Світанкова пісня Карпат» (1997);
- «Роздуми про осінь» (1999);
- «Єднання» (1999);
- «Взаємозв'язок» (1999);
- «Святкування» (1999);
- «Легенда» (1999);
- «Пробудження від ночі» (1999; картон, пастель[2]);
- «Танець залицяння» (1999);
- «Спогади про дитинство» (1999);
- «Свято» (1999);
- «Подія в місті» (1999);
- «У парку» (1999);
- «Флірт» (1999);
- «Вечірня розмова» (1999);
- «Гончарі» (2000; картон, олія)[2];
- «Музичні акорди» (2000);
- «Наша Земля» (2000);
- «Народна готика» (2000);
- «Шумить» (2000);
- «Звучить мелодія» (2000);
- «Ліричний мотив» (2000);
- «Перелом думки» (2000);
- «Водоспад» (2001).

З 1973 року брав участь в обласних, міжрегіональних, всеукраїнських (з 1987 року) та закордонних художніх виставках (Угорщина, Чехія, Словаччина, Франція, Румунія, Сполучені Штати Америки, Росія, Німеччина). Персональні виставки відбулися в Ужгороді у 1980, 1986, 1987, 1993, 1995—1996, 2000 роках, Братиславі у 1998 році, Гуменне у 2000 році, Києві у 2001 році. Протягом 1993—2001 років — учасник міжнародних пленерів.
Роботи художника закуплені Міністерством культури і мистецтв України, Міжнародною картинною галереєю «Міро», зберігаються у Закарпатському художньому музеї та у багатьох приватних колекціях.